# 拉贝热芒德瓦雷
拉贝热芒德瓦雷（法語：L'Abergement-de-Varey，法語發音：[labɛʁʒəmɑ̃ də vaʁɛ] ⓘ）是法国东部安省的一个市镇，属于贝莱区。

## 地理
拉贝热芒德瓦雷（46°0'25"N, 5°25'28"E）面积9.15 平方千米，位于法国奥弗涅-罗讷-阿尔卑斯大区安省，该省份为法国东部省份，北起汝拉省，西北接索恩-卢瓦尔省，西接罗讷省和里昂大都会，南至伊泽尔省，东与萨瓦省、上萨瓦省和瑞士接壤。
与拉贝热芒德瓦雷接壤的市镇（或旧市镇、城区）包括：昂布罗奈、布瓦约-圣热罗姆、瑞瑞里约、尼沃莱蒙格里丰、旧圣让、比热地区圣朗贝尔。

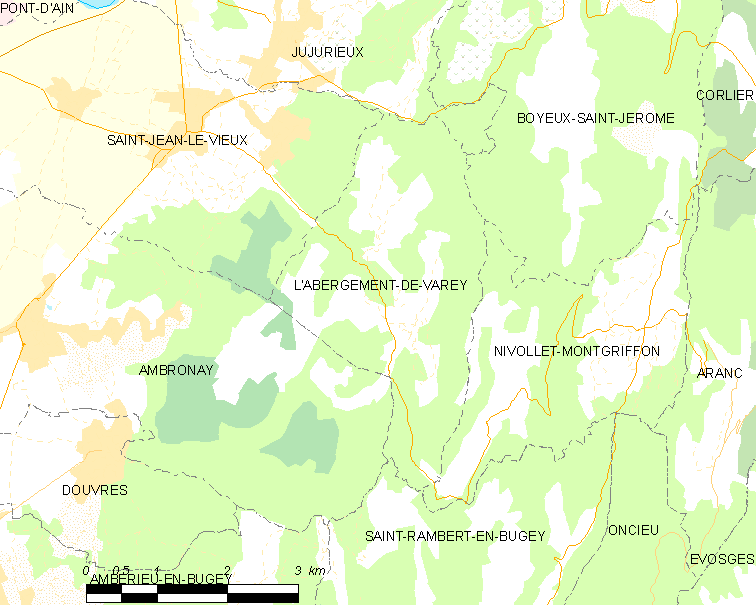
拉贝热芒德瓦雷的OSM定位图

拉贝热芒德瓦雷的时区为UTC+01:00、UTC+02:00（夏令时）。

## 行政
拉贝热芒德瓦雷的邮政编码为01640，INSEE市镇编码为01002。

## 政治
拉贝热芒德瓦雷所属的省级选区为昂贝略昂比热县。

## 人口

1962-2008年间拉贝热芒德瓦雷人口变化图示

拉贝热芒德瓦雷于2022年1月1日时的人口数量为273人。